# أوت رانيرز

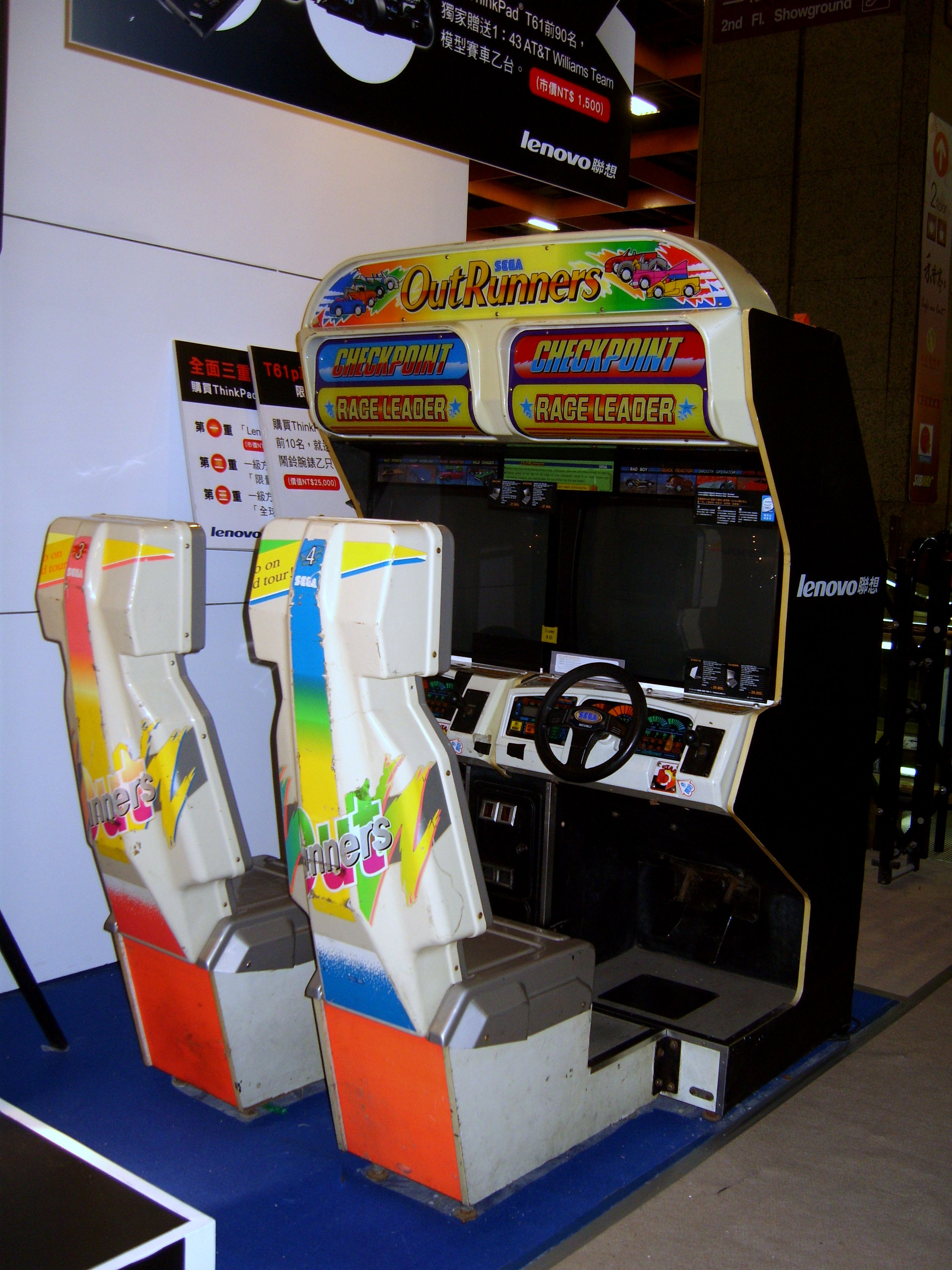
جهاز آركيد للعبة أوت رانيرز في تايوان

أوت رانيرز (بالإنجليزية: OutRunners)‏ ، هي لعبة فيديو من نوع سباق السيارات، أنتجت عام 1993م وتعمل لنظام آركيد، وفي عام 1994م نشرت لنظام ميجا درايف التابع لشركة سيجا اليابانية.